# فرودگاه نانیوکی
فرودگاه نانیوکی (به انگلیسی: Nanyuki Airport) یک فرودگاه همگانی، غیرنظامی با کد یاتا NYK است که یک باند فرود آسفالت دارد و طول باند آن ۱۲۰۰ متر است. این فرودگاه در شهر نانیوکی، کنیا کشور کنیا قرار دارد و در ارتفاع ۱۹۰۵ متری از سطح دریا واقع شده‌است.

## شرکت‌های هواپیمایی و مقصدهای پروازی
| شرکت‌های هواپیمایی | مقصدهای پروازی                       |
| ----------------- | ------------------------------------ |
| Airkenya Express  | مارا سرینا، ویلسون                   |
| Tropic Air Kenya  | شهرستان لایکیپیا، Samburu، مرو، کنیا |
| Safarilink        | ویلسون                               |